# Diplomatisches Schutzrecht
Das diplomatische Schutzrecht bezeichnet im Völkerrecht das Recht eines Staates, seine Staatsangehörigen gegenüber anderen Völkerrechtssubjekten, in erster Linie aber anderen Staaten, zu schützen. Dem Heimatstaat stehen dazu alle Mittel des völkerrechtlichen Verkehrs zur Verfügung. Diese werden auch als diplomatische Mittel bezeichnet. Das diplomatische Schutzrecht erlangt besondere Bedeutung dadurch, dass es die völkerrechtlich wichtigste Rechtsfolge der Staatsangehörigkeit darstellt. Dass es sich dabei um das Recht des Staates, nicht des Einzelnen handelt, hat der Ständige Internationale Gerichtshof im Mavrommatis-Konzessionen-Fall klargestellt. Es kann daher auch nur der Staat auf die Ausübung des diplomatischen Schutzrechts verzichten, nicht jedoch der einzelne Staatsangehörige. Dies wurde unter anderem durch die Calvo-Doktrin versucht.
Ob der betroffene Staatsangehörige ein subjektives Recht auf die Ausübung des Schutzrechts durch seinen Heimatstaat hat, richtet sich nach dessen innerstaatlichem Recht. Dies ist nur in wenigen Rechtsordnungen der Fall, da es in einer Vielzahl von Situationen denkbar ist, dass der Staat selbst kein Interesse an der Geltendmachung der Forderung seines Angehörigen hat – das ist in der Regel eine politische Frage.
2006 hat die Völkerrechtskommission der Vereinten Nationen 19 Articles on Diplomatic Protection verabschiedet, die die ungeschriebenen Regeln des diplomatischen Schutzes zusammenfassen.

## Voraussetzungen
Für die Geltendmachung des diplomatischen Schutzrechts ist es zunächst notwendig, dass der Betroffene den innerstaatlichen Instanzenzug des schädigenden Staates ausschöpft und versucht, so seinen Anspruch durchzusetzen (Local Remedies Rule). Davon kann abgesehen werden, wenn ein Erfolg hier von vornherein aussichtslos erscheint. Weiter muss der Betroffene nicht nur im Zeitpunkt des Schadenseintritts Staatsangehöriger des Heimatstaates gewesen sein, vielmehr muss er auch durch das ganze Verfahren hindurch bis zu dessen Abschluss diese Staatsangehörigkeit behalten (Nationality of Claims Rule).
Obgleich für die innerstaatliche Seite der Staatsangehörigkeit, die Staatsbürgerschaft, es nicht unbedingt notwendig ist, verlangt das Völkerrecht für die Ausübung des diplomatischen Schutzrechts ein bestimmtes Naheverhältnis zwischen dem Heimatstaat und dem Geschädigten (genuine link).

## Doppelstaater
Bei Personen, die die Staatsbürgerschaft zweier oder mehrerer Staaten besitzen, stellt sich die Frage, welcher Staat das diplomatische Schutzrecht ausüben darf. Hier wird anhand des Kriteriums des genuine link jener Staat als legitimiert angesehen, zu dem der Betroffene die nähere Beziehung hat.
Besonders die Staatsangehörigkeit des Gaststaats ist für das diplomatische Schutzrecht oftmals ein Hinderungsgrund.

## Juristische Personen
Auch juristische Personen genießen das diplomatische Schutzrecht. Die Problematik liegt aber vor allem bei transnationalen Unternehmen darin, dass nicht eindeutig festgestellt werden kann, welcher Staat als Heimstaat gilt. Hierzu werden verschiedene Theorien vertreten, wonach entweder der Sitzstaat (also wo das Unternehmen seinen Sitz hat), der Gründungsstaat (also nach dessen Recht das Unternehmen gegründet wurde) oder der Kontrollstaat (also dessen Angehörige die Mehrheit der Gesellschafter ausmachen) als Heimstaat des Unternehmens angesehen wird.